# 大宮神社 (大島町)

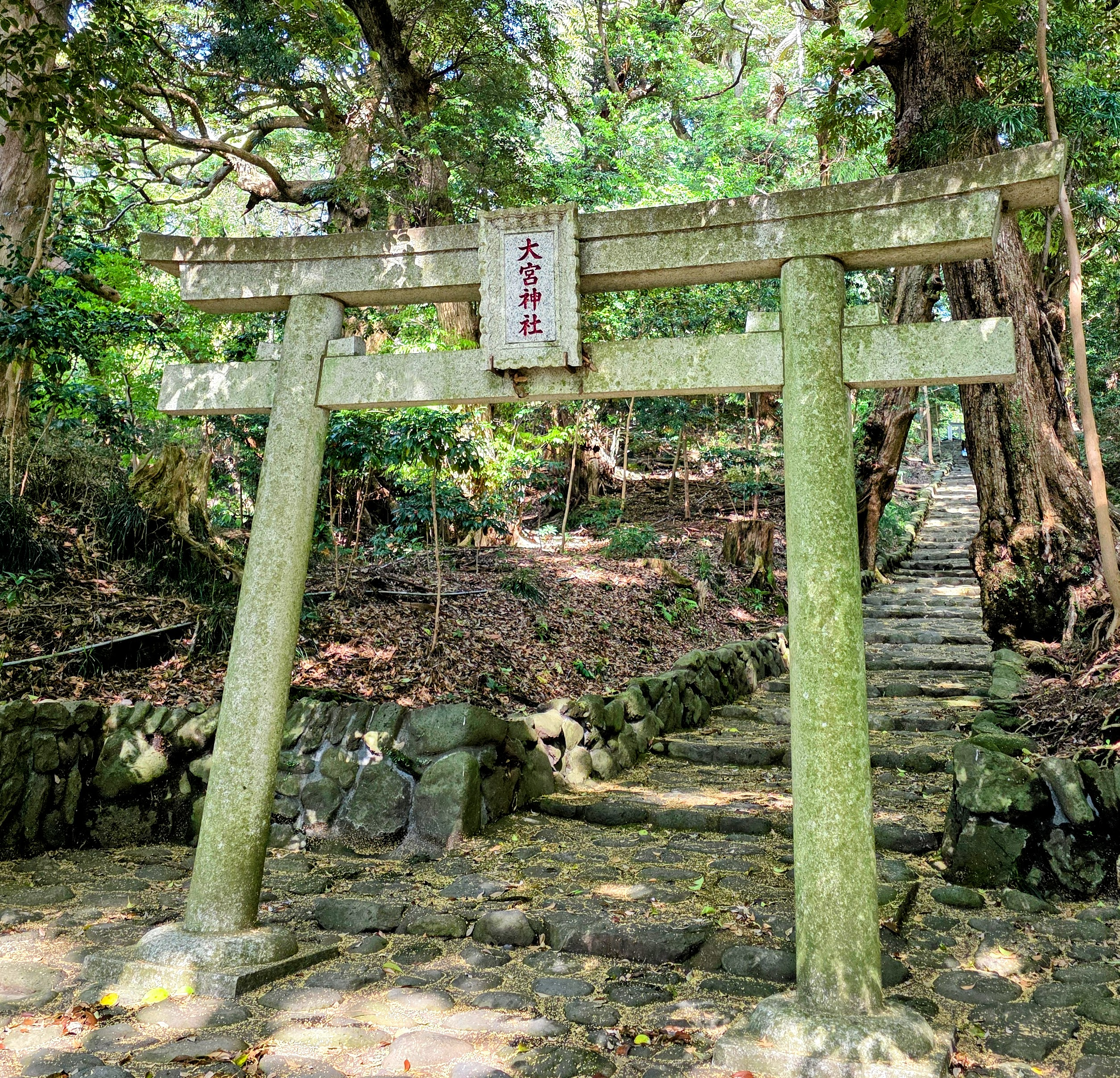
三の鳥居　奥は椎樹叢

大宮神社（おおみやじんじゃ）は、東京都大島町（伊豆大島）にある神社。
式内社である阿治古神社（あじこじんじゃ）に比定されている。

## 概要
創建は不詳。元々は南方の山中にあった阿治古（あじこ）集落に鎮座していたが、度重なる噴火降灰を避け、室町時代（1466年）に現在地に遷座され、その際に天照皇大神が合祀されたとされる。

## 祭神
- 天照皇大神
- 阿治古命（あじこのみこと） - 事代主神（三島大明神）と后の一人・波布比咩命（はぶひめのみこと、羽分(はぶ)の大后、波布比咩命神社の祭神）との間の長子。弟は波治命（はじのみこと、波治加麻神社の祭神）。

## 文化財
- 野増大宮神社の十二座神楽 - 町指定民俗文化財[1]。
- 野増大宮の椎樹叢 - 都指定天然記念物[1][2]。